# Heathkit
Heathkit var från början ett amerikanskt företag som riktade sig till DIY-entusiaster under åren 1940 till 1980. Idag finns företaget kvar som Heathkit Educational Systems och säljer praktisk instuderingsmateriel för skolor och egenstudier i elektronikbranschen.

## Historik
Edward Bayard Heath startade Heath Aeroplane Company i början av 1900-talet. Föga anade han vad som skulle komma att ske med hans lilla postorderföretag. Före sin bortgång 1931 fick han se sina drömmar gå i uppfyllelse. 1926 tillverkade han en flygplansbyggsats - det berömda Heath "Parasol". I många år var detta favoriten bland amatörflygare. Heath avled efter att ha kraschlandat vid en testflygning. Från den tiden till andra världskrigets slut verkade företaget i flygbranschen.
Efter andra världskriget ändrade Heath Company karaktär. Den ambitiöse ingenjören Howard Anthony som köpt företaget 1935 tog en stor risk och köpte ett stort lager med elektronisk överskottsmateriel från krigets dagar och startade postorderförsäljning med bland annat ett oscilloskop för 300 kronor.
Genom att sätta ihop byggsatser kunde den glade DIY-amatören spara upp till 50 % av priset mot en färdig produkt. Företagets utbud av testinstrument utökades till amatörradio och HiFi.
Det viktigaste verktyget för att sälja byggsatser var själva byggbeskrivningen. Med lättförståeliga texter, teckningar och tabeller förvärvade byggarna erforderliga kunskaper i lödning, elsäkerhet och materialkännedom. Byggbeskrivningarna var omfattande och mycket detaljrika. Steg för steg instruerades den ovane till att utföra saker som han/hon aldrig förut haft tanken på att utföra. Lödningar, kalibreringar och justeringar utfördes som om de skett av proffs. Det är ur den aspekten inte konstigt utan snarare en följd av detta att företaget idag tillverkar och säljer läromedel inom elektronikbranschen.
1954 omkom även Howard Anthony i en flygplanskrasch. Daystrom Inc. köpte då upp Heath Company. 1962 köptes Daystrom Inc upp av Schlumberger Limited, ledande teknikutvecklare för elektronisk letning av oljekällor.
Sedan 1954 lades fler och fler byggsatser till och 11 produktionslinor producerade över 300 olika. Det var världens då bredaste och största program och man sa - vilket intresse du än har så har Heathkit en passande byggsats.
I publikationer som Popular Electronics, Radio Electronics, CQ och QST kunde DIY-entusiasten läsa om de senaste projekten och alla väntade på att Heathkit-katalogen skulle dimpa ned i brevlådan.
För att effektivisera produktionen byggdes en 19.044 m² stor anläggning 1958 på Lake Michigans stränder i St. Joseph, Michigan, USA. Nyligen byggde man till med nästan 15.000 m² och allt (33.537 m²) finns på Hilltop Road söder om St. Joseph.
Idag tillverkas inga Heathkit-byggsatser längre. I mitten av 1980-talet la Heathkit ned tillverkningen av byggsatser. Dock kan det finnas enstaka byggsatser på auktioner på Internet.

## Hi-Fi & Stereo (ej längre i produktion)
- A-9C General Purpose 20-Watt Amplifier
- AA-11 Deluxe Stereo Preamplifier
- AA-81 Mono Power Amplifier
- AA-100 Stereo Combination Amplifier
- AA-111 Stereo Power Amplifier
- AA-121 Stereo Power Amplifier
- AA-141 Stereo Preamplifier
- AA-151 Stereo Amplifier
- AA-161 Mono Combination Amplifier
- AA-181 Mono Combination Amplifier
- AA-191 Mono Combination Amplifier
- AA-201 Stereo Combination Amplifier
- AD-40 Stereo Tape Recorder
- AJ-11 Stereo Tuner
- AJ-21 AM Tuner
- AJ-30 Deluxe Stereo AM/FM Tuner
- AJ-31 FM Tuner
- BC-1A AM Tuner
- EA-2 "Bookshelf" 12 Watt Amplifier
- FM-3A FM Tuner
- W3-AM Dual-Chassis 20-Watt Amplifier
- W4-AM Single-Chassis 20-Watt Amplifier
- W-5M 25-Watt Amplifier
- W-6M 70-Watt Amplifier

## Amatörradio (ej längre i produktion)

### Utrustning för mottagning och sändning
- AR-2 Communications Receiver
- AR-3 Communications Receiver
- AT-1 Amateur Transmitter
- DX-20 50-Watt CW Transmitter
- DX-35 Phone & CW Transmitter
- DX-40 Phone & CW Transmitter
- DX-60 Phone & CW Transmitter
- DX-100 Phone & CW Transmitter
- DX-100-B Phone & CW Transmitter
- GC-1A "Mohican" General Coverage Receiver
- GR-91 General Coverage Receiver
- HA-10 "Warrior" Kilowatt Linear Amplifier
- HR-10 Ham Receiver
- HR-20 SSB Mobile Receiver
- HW-10 "Shawnee" 6-Meter Transceiver
- HW-12 80-Meter SSB Transceiver
- HW-19 "Tener" 10-Meter Transceiver
- HW-20 "Pawnee" 2-Meter Transceiver
- HW-22 40-Meter SSB Transceiver
- HW-29A "Sixer" 6-Meter Transceiver
- HW-30 "Twoer" 2-Meter Transceiver
- HW-32 20-Meter SSB Transceiver
- HX-10 "Marauder" SSB Transmitter
- HX-11 CW Transmitter
- HX-20 SSB Mobile Transmitter
- KL-1 "Chippewa" Kilowatt Linear Amplifier
- MR-1 "Comanche" Mobile Ham Receiver
- MT-1 "Cheyenne" Mobile Ham Transmitter
- RX-1 "Mohawk" Ham Receiver
- SB-10 SSB Adapter
- TX-1 "Apache" Ham Transmitter
- VHF-1 "Seneca" VHF Ham Transmitter
- XC-2 2-Meter Converter
- XC-6 6-Meter Converter

### Tillbehör
- AM-1 Antenna Impedance Meter
- AM-2 Reflected Power Meter
- B-1 Balun Coil
- CA-1 Conelrad Alarm
- GD-1B Grid Dip Meter
- HG-10 VFO
- QF-1 "Q" Multiplier
- VF-1 Variable Frequency Oscillator
- VX-1 Electronic Voice Control

## Testutrustning (ej längre i produktion)
- AA-1 Audio Analyzer
- AG-8 Audio Generator
- AG-9A Audio Generator
- AG-10 Sine-Square Generator
- AO-1 Audio Oscillator
- AW-1 Audio Wattmeter
- AV-3 Audio VTVM
- BE-4 Battery Eliminator
- BE-5 Battery Eliminator
- C-3 Condenser Checker
- CD-1 Color Bar and Dot Generator
- CM-1 Capacity Meter
- CT-1 Capaci-Tester
- HD-1 Harmonic Distortion Meter
- IB-2A Impedance Bridge
- IM-11 VTVM
- IM-30 Transistor Tester
- M-1 Handitester
- MM-1 VOM
- O-11 5" Extra Duty Oscilloscope

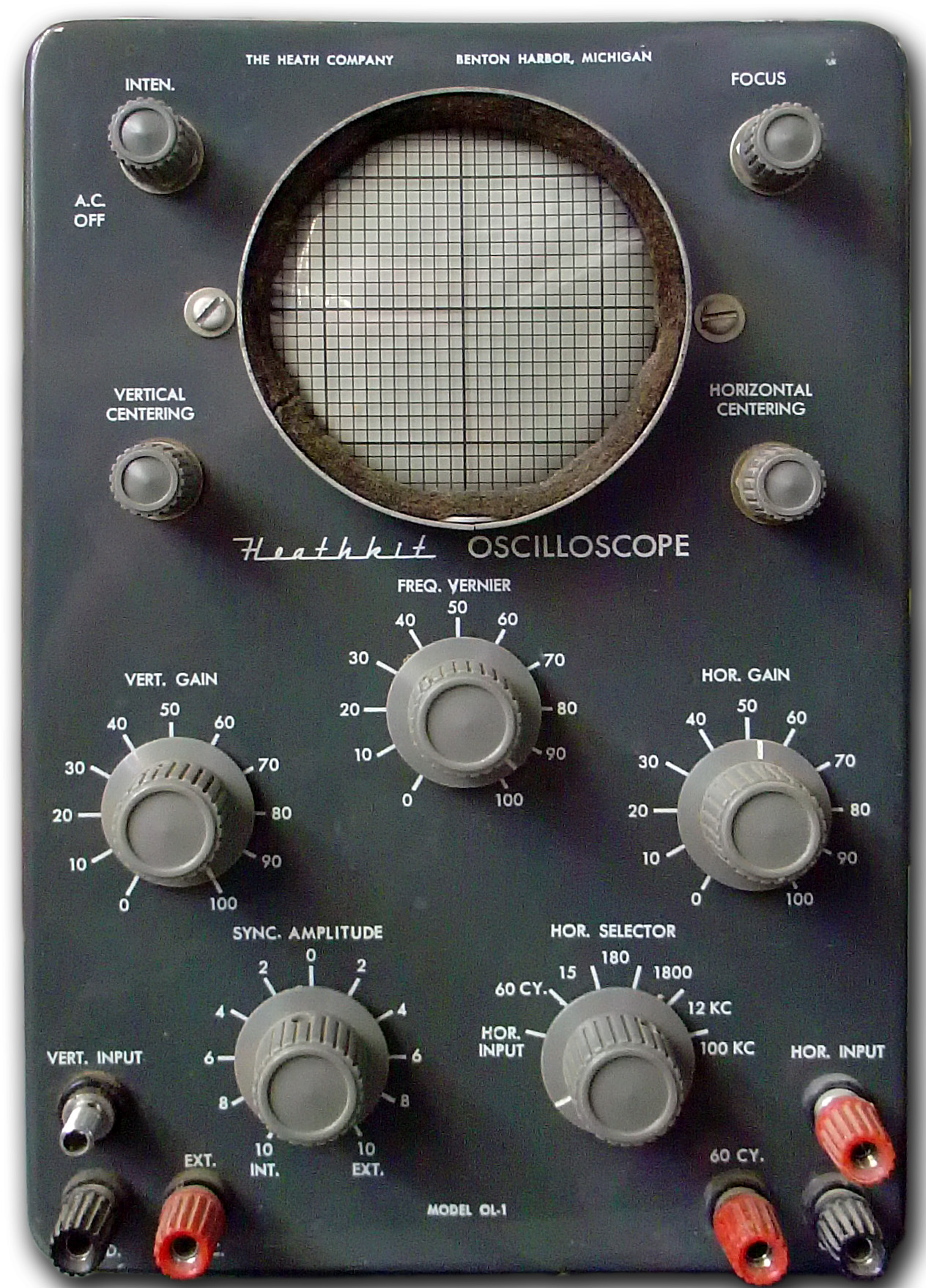
Oscilloscope OL-1, 1954

- OM-2 5" General Purpose Oscilloscope
- OL-1 Oscilloscope
- OP-1 Professional Oscilloscope
- QM-1 "Q" Meter
- S-3 Electronic Switch
- TT-1 Mutual Conductance Tube Tester
- V-7A Ecthed Circuit VTVM

## Datorer (ej längre i produktion)
- EC-1 Educational Analog Computer

## Andra byggsatser (ej längre i produktion)

### Marinelektronik
- CI-1 Marine Battery Charge Indicator
- DF-1 Transistor Radio Direction Finder
- ED-1 Heathkit Electrolysis Detector
- FD-1-6 Fuel Vapor Detector
- FD-1-12 Fuel Vapor Detector
- PM-1 Heathkit RF Power Meter

### Hemelektronik
- BT-1 Heathkit Battery Tester
- CR-1 Heathkit Crystal Radio
- ET-1 Enlarger Timer
- RC-1 Professional Radiation Counter
- XR-1 Transistor Portable Radio